# Unity Roots and Family, Away
Unity Roots and Family, Away è l'ottavo album in studio del gruppo rock giapponese Glay, pubblicato nel 2002.

## Tracce
1. We All Feel His Strength of Tender - 6:41
2. Mata Koko de Aimashou (またここであいましょう?) - 3:54
3. Girlish Moon - 6:22
4. Way of Difference - 4:45
5. Koukai (航海?) - 4:59
6. Yuruginai Monotachi (ゆるぎない者達?) - 4:58
7. Natsu no Kanata e (Johnny the Unity Mix) (夏の彼方へ (Johnny the unity mix)?) - 2:54
8. Neverland - 3:33
9. Karera no Holy X'mas (彼らのHOLY X'MAS?) - 2:59
10. Father & Son - 4:04
11. Sotsugyou Made, Ato Sukoshi (卒業まで、あと少し?) - 4:52
12. Friend of Mine - 6:04
13. All Standard Is You -End Roll- - 4:16